# Мас

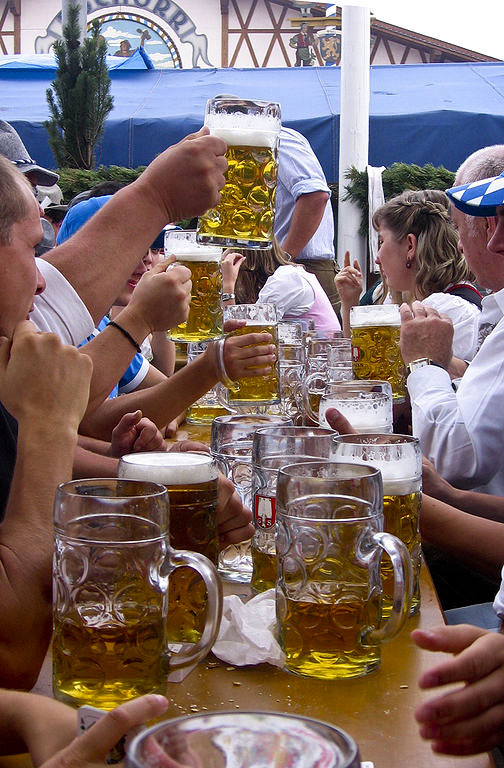
Масові кухлі з Октоберфесту 2006

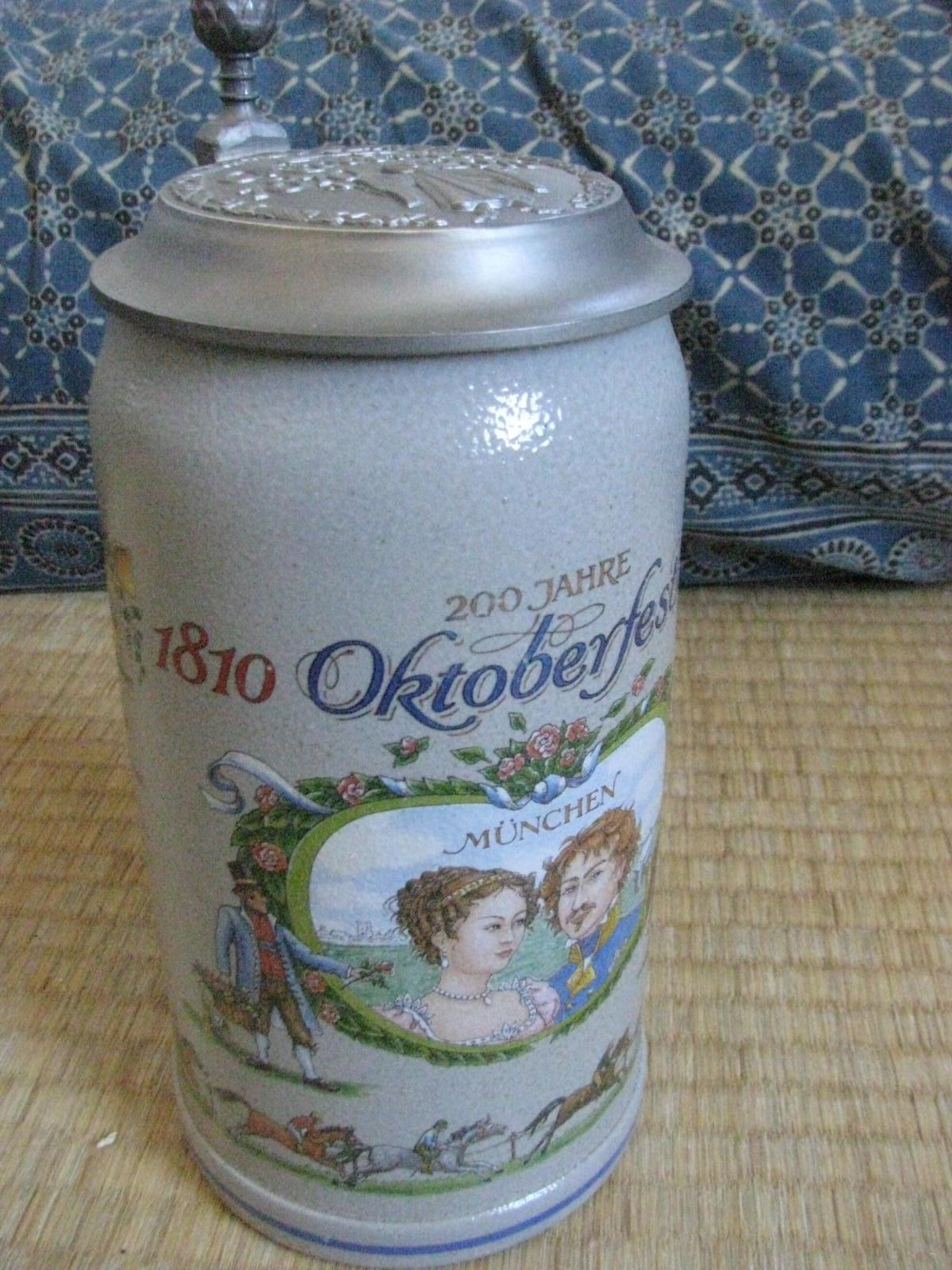
Масовий кухоль з Октоберфесту 2010

Мас (нім. Maß) — одиниця об'єму, що дорівнює 1 літру й використовується насамперед у Баварії та Швабії для обрахування пива. Також вживається термін масовий кухоль (нім. Maßkrug).

## Історія
Спершу один мас дорівнював 1,069 літра, ця одиниця вимірювання була запроваджена в Баварії в 1809 році. З 1871 року мас дорівнює 1 літрові.
Масові кухлі використовують у Баварії, Швабії та Австрії для пива та мішаних напоїв на зразок радлера. Масові кухлі спершу виробляли з глини, але поступово перейшли на скло. Традиційні масові кухлі часто мають цинкову чи сталеву кришку.
Особливо популярними стали масові кухлі з Мюнхенського Октоберфеста, які є типовим сувеніром цього свята. Поцінувачі пива нерідко колекціонують такі кухлі.